# El final del silencio
El final del silencio es el primer álbum del grupo ecuatoriano de metal progresivo Viuda Negra, editado en 2003. 

Producido por: Corporación Cultural Equador.

Edición, mezcla y masterización: Juan Pablo Rivas en Estudios Graba.

Músicos: Santiago Silva (voz), Chelo Guarderas (bajo y coros), Santiago Villalba (guitarras), Mauricio "Gato" Maldonado (teclado) y Johnny Gordón (batería y coros).

## Canciones
1. α
2. Viuda Negra
3. Pacto de sangre
4. Un hombre confrontando a su alma
5. Plumas de Ángeles
6. El teatro de los sueños
7. Pretendo
8. La historia detrás de la canción
9. Melodías para sordos
10. Novalis
11. Crónicas